# Larressore
Larressore (Baskisch: Larresoro) is een gemeente in het Franse departement Pyrénées-Atlantiques (regio Nouvelle-Aquitaine). De plaats maakt deel uit van het arrondissement Bayonne. Larressore telde op 1 januari 2022 2.123 inwoners.

## Geografie
De oppervlakte van Larressore bedroeg op 1 januari 2022 10,76 vierkante kilometer; de bevolkingsdichtheid was toen 197,3 inwoners per km².

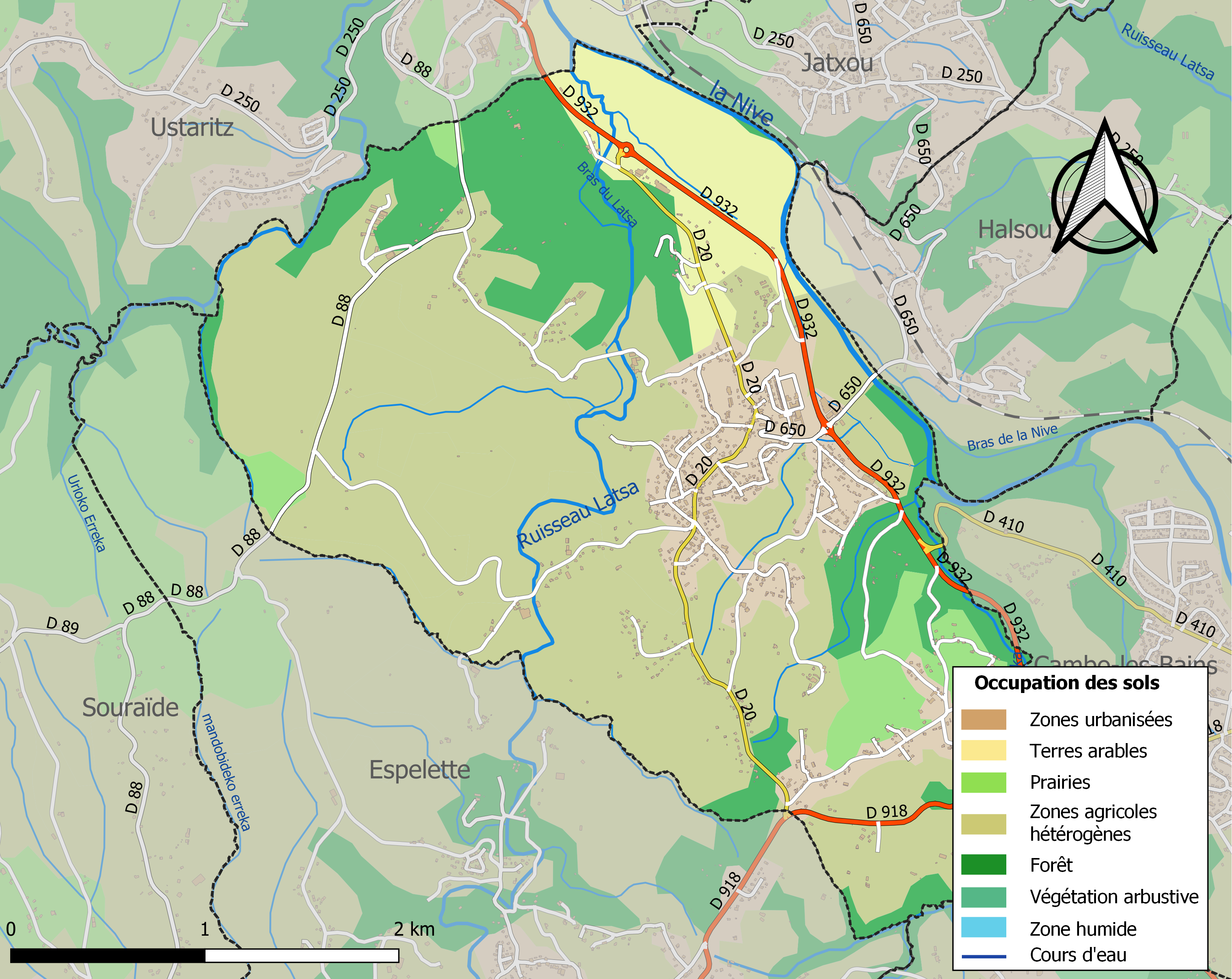
Kaart van de gemeente met belangrijkste infrastructuur, bodemgebruik en omliggende gemeenten

## Verkeer
De spoorweghalte Halsou - Larressore ligt op het grondgebied van de aanpalende gemeente Halsou.

## Demografie
Onderstaande figuur toont het verloop van het inwonertal (bron: INSEE-tellingen).